# Governatore della Banca di Francia
Il governatore della Banca di Francia (in francese Gouverneur de la Banque de France) è il più alto dirigente della Banca di Francia.

## Nomina
Dopo la modifica costituzionale del 23 luglio 2008, il governatore della Banca di Francia è nominato per decreto del presidente della Repubblica dopo il nullaosta delle commissioni delle finanze dell'Assemblea nazionale e del Senato che possono esercitare il diritto di veto con una maggioranza dei tre quinti.

## Doveri e responsabilità
Assistito da due vice governatori e indipendente dal potere politico, il Governatore gestisce la "Banque de France" svolgendo tre missioni principali: strategia monetaria, stabilità finanziaria e servizi all'economia. Egli presiede inoltre il Consiglio generale, che delibera su questioni relative alla gestione delle attività diverse da quelle dell'Eurosistema.
Il governatore fa inoltre parte del Consiglio dei governatori della Banca centrale europea (BCE), che determina la politica monetaria dell'Eurosistema.

## Mandati associati
Al governatore della Banca di Francia sono affidati diversi mandati, nel quadro del Codice monetario e finanziario, tra cui:
- Membro del consiglio direttivo della Banca centrale europea;
- Presidente dell'Autorità di vigilanza prudenziale e di risoluzione;
- Membro dell'Alto Consiglio per la Stabilità Finanziaria;
- Presidente dell'Osservatorio della sicurezza dei mezzi di pagamento;
- Membro del consiglio di amministrazione della Banca dei regolamenti internazionali;
- Membro del Comitato Nazionale per l'Educazione Finanziaria.

## Elenco dei governatori
| Data di nomina    | Data di nomina | Governatore                 | Immagine |
| ----------------- | -------------- | --------------------------- | -------- |
| 25 aprile 1806    |                | Emmanuel Crétet             |          |
| 9 agosto 1807     |                | François Jaubert            |          |
| 6 aprile 1814     |                | Jacques Laffitte            |          |
| 6 aprile 1820     |                | Martin Michel Gaudin        |          |
| 4 aprile 1834     |                | Antoine d'Argout            |          |
| 18 gennaio 1836   |                | Jean-Charles Davillier      |          |
| 6 settembre 1836  |                | Antoine d'Argout            |          |
| 9 giugno 1857     |                | Charles Le Bègue de Germiny |          |
| 15 maggio 1863    |                | Adolphe Vuitry              |          |
| 28 settembre 1864 |                | Gustave Rouland             |          |
| 18 gennaio 1879   | [ 1 ]          | Ernest Denormandie          |          |
| 18 novembre 1881  | [ 2 ]          | Pierre Magnin               |          |
| 24 dicembre 1897  | [ 3 ]          | Georges Pallain             |          |
| 25 agosto 1920    | [ 4 ]          | Georges Robineau            |          |
| 26 giugno 1926    | [ 5 ]          | Émile Moreau                |          |
| 25 settembre 1930 | [ 6 ]          | Clément Moret               |          |
| 2 gennaio 1935    | [ 7 ]          | Jean Tannery                |          |
| 6 giugno 1936     | [ 8 ]          | Émile Labeyrie              |          |
| 20 luglio 1937    | [ 9 ]          | Pierre Fournier             |          |
| 31 agosto 1940    | [ 10 ]         | Yves Bréart de Boisanger    |          |
| 7 ottobre 1944    | [ 11 ]         | Emmanuel Monick             |          |
| 19 gennaio 1949   | [ 12 ]         | Wilfrid Baumgartner         |          |
| 21 gennaio 1960   | [ 13 ]         | Jacques Brunet              |          |
| 8 aprile 1969     | [ 14 ]         | Olivier Wormser             |          |
| 14 giugno 1974    | [ 15 ]         | Bernard Clappier            |          |
| 21 novembre 1979  | [ 16 ]         | Renaud de La Genière        |          |
| 14 novembre 1984  | [ 17 ]         | Michel Camdessus            |          |
| 6 gennaio 1987    | [ 18 ]         | Jacques de Larosière        |          |
| 13 settembre 1993 | [ 19 ]         | Jean-Claude Trichet         |          |
| 9 settembre 1999  | [ 20 ]         | Jean-Claude Trichet         |          |
| 22 ottobre 2003   | [ 21 ]         | Christian Noyer             |          |
| 29 ottobre 2009   | [ 22 ]         | Christian Noyer             |          |
| 30 settembre 2015 | [ 23 ]         | François Villeroy de Galhau |          |
| 27 ottobre 2021   | [ 24 ]         | François Villeroy de Galhau |          |